# I-45
I-45 — підводний човен Імперського флоту Японії, який брав участь у Другій світовій війні.

## Початок історії човна
Корабель належав до типу B Modified 1 (він же клас I-40), представники якого мали великі розміри (їхня надводна водотоннажність перевищувала підводний показник океанських підводних човнів США) та могли нести розвідувальний літак. Втім, човни цього типу ставали до ладу лише з 1943 року, коли застосування ними авіації стало неактуальним.

## Перший похід
25 березня 1944-го I-45 вийшов у похід із завданням діяти на ворожих комунікаціях на схід від Маршаллових островів. За кілька діб по тому командування Тихоокеанського флоту США, що отримало дешифровані дані про розгортання групи японських підводних човнів між Гаваями та Мікронезією, відрядило групу ескортного авіаносця «Олтамаго» для протидії ворожим планам.
4 квітня 1944-го два літаки з USS Altamaha виявили I-45 у надводному положенні. Японський човен обстріляли ракетами та з бортової зброї, а коли він почав занурюватись, скинули глибинні бомби. I-45 зазнав важких пошкоджень і його вдалося стабілізувати лише на глибині у 100 метрів. Втім, 5 квітня човну вдалось повернутись до метрополії, де він став на ремонт у Куре.

## Транспортний рейс на Маріанські острови
У середині червня 1944-го союзники атакували Маріанські острови, які японці вважали складовою частиною головного захисного бар'єра імперії. 28 червня I-45 вирушив з Йокосуки, мавши завдання доправити на острів Тініан контейнер «Ункато» (міг уміщувати до 377 тонн вантажів). Ще на шляху туди човен перенацілили на інший острів того ж архіпелагу Гуам, з якого також належало забрати групу військових пілотів.
14 та 16 липня 1944-го I-45 без успіху намагався встановити контакт із гарнізоном Гуаму, після чого «Ункато» скинули в море і 27 липня човен повернувся до Йокосуки.

## Останній похід
13 жовтня 1944-го I-45 вийшов із Куре для бойового патрулювання на схід від Філіппінського архіпелагу, який союзники обрали за чергову ціль для свого наступу. 24 жовтня човен дістав наказ діяти в районі на північний схід від Мінданао, неподалік від якого в наступні дві доби розгорнулась вирішальна битва надводних флотів. Втім, досягнути при цьому якихось успіхів I-45 не вдалось.
Зате невдовзі після настання 29 жовтня 1944-го за дві сотні кілометрів на схід від затоки Лейте якийсь човен поцілив двома торпедами та потопив ескортний есмінець «Еверсоул». За кілька хвилин після загибелі американського корабля японська субмарина спливла на поверхню та провела там 20 хвилин, використавши при цьому свою 25-мм зенітну гармату. Інший ескортний есмінець «Вайтхерст», що відокремився від загону танкерів, узявся за протичовновий пошук. За три години після атаки на «Еверсоул» екіпажу «Вайтхерста» вдалось встановити контакт із підводною ціллю, після чого протягом години провели чотири атаки глибинними бомбами. Унаслідок останньої стався потужний підводний вибух, а згодом на поверхню спливли уламки. Ймовірно, саме цей бій став останнім для I-45, який загинув разом з усіма 104 особами, що перебували на борту.

## Бойовий рахунок
| Дата       | Назва      | Тип                | Тоннаж | Місце            |
| 29.10.1944 | «Еверсоул» | ескортний есмінець | 1350   | 10°18'N 127°37'E |